# 湖南省文学艺术界联合会
湖南省文学艺术界联合会，简称湖南省文联，是中华人民共和国湖南省文学艺术工作者组成的人民团体，是中国文学艺术界联合会的团体会员，受中国共产党湖南省委员会的领导。
湖南省文联的最高权力机构为湖南省文学艺术界联合会代表大会和由它产生的湖南省文学艺术界联合会委员会。

## 机构设置
湖南省文联由13个文艺家协会组成，下辖4个财政全额拨款的事业单位。

### 各文艺家协会
- 湖南省戏剧家协会
- 湖南省电影家协会
- 湖南省音乐家协会
- 湖南省美术家协会
- 湖南省曲艺家协会
- 湖南省舞蹈家协会
- 湖南省民间文艺家协会
- 湖南省摄影家协会
- 湖南省书法家协会
- 湖南省杂技家协会
- 湖南省电视艺术家协会
- 湖南省文艺评论家协会
- 湖南省企（事）业文联[3]

### 下属单位
- 湖南美术馆
- 湖南省画院
- 湖南省文联文艺创作与研究中心
- 湖南省文联网络文艺发展中心[3]

## 文联报刊
- 音乐教育与创作
- 湘江文艺
- 文艺论坛
- 小天使报
- 魅力湖南[4]